# Antonio Juantegui
Antonio Juantegui Eguren (Zumárraga, Guipúzcoa, 4 de abril de 1898 - 13 de mayo de 1966), futbolista conocido como Juantegui.
Solía jugar en el puesto de interior derecho. Desarrolló su carrera futbolística en dos equipos: la Real Sociedad de Fútbol de San Sebastián, club en el que jugó 47 partidos y marcó 20 goles entre 1922 y 1926; y el Real Club Deportivo Español de Barcelona, donde jugó con posterioridad.
Con el equipo de San Sebastián ganó dos campeonatos regionales. Fue coetáneo en la Real Sociedad de otros jugadores como Mariano Arrate, Silverio, Artola, Arbide o Agustín Eizaguirre.

## Selección nacional
Fue internacional con la Selección de fútbol de España en una ocasión.
Su único partido como internacional fue un amistoso que enfrentó a España con Austria el 21 de diciembre de 1924 en el Campo de Les Corts de Barcelona y que se saldó con una victoria de los españoles por 2-1.

## Clubes
| Club          | País   | Año       |
| ------------- | ------ | --------- |
| Real Sociedad | España | 1922-1926 |
| RCD Español   | España | 1926-¿?   |

## Títulos

### Campeonatos regionales
| Título         | Club          | País   | Año  |
| -------------- | ------------- | ------ | ---- |
| Camp.Guipúzcoa | Real Sociedad | España | 1923 |
| Camp.Guipúzcoa | Real Sociedad | España | 1925 |

- Datos: Q8201369